# Inretjärnen (Norsjö socken, Västerbotten, 720964-167813)
Inretjärnen är en sjö i Norsjö kommun i Västerbotten och ingår i Skellefteälvens huvudavrinningsområde. Sjön har en area på 0,174 kvadratkilometer och ligger 291,1 meter över havet. Sjön avvattnas av vattendraget Bjurbäcken.

## Delavrinningsområde
Inretjärnen ingår i det delavrinningsområde (721027-167968) som SMHI kallar för Ovan None. Medelhöjden är 296 meter över havet och ytan är 28,78 kvadratkilometer. Det finns inga avrinningsområden uppströms utan avrinningsområdet är högsta punkten. Bjurbäcken som avvattnar avrinningsområdet har biflödesordning 3, vilket innebär att vattnet flödar genom totalt 3 vattendrag innan det når havet efter 102 kilometer. Avrinningsområdet består mestadels av skog (71 procent) och sankmarker (13 procent). Avrinningsområdet har 0,52 kvadratkilometer vattenytor vilket ger det en sjöprocent på 1,8 procent.